# Kamil Dębski
Kamil Dębski(ur. 17 października 1997 w Gdańsku) – polski siatkarz, grający na pozycji przyjmującego.

## Sukcesy klubowe
Superpuchar Polski:
- 2015[5], 2022[6]

PlusLiga:
- 2023[7]

Liga Mistrzów:
- 2023[8]

I liga:
- 2024[9]